# Liga Mexicana 1905/06
In 1905/06 werd het vierde seizoen gespeeld van de Liga Mexicana de Football Amateur Association, de hoogste voetbalklasse van Mexico. Reforma AC werd kampioen, Mexico Cricket Club wijzigde de naam in San Pedro Golf Club.

## Eindstand
| Plaats | Club                | Wed. | W | G | V | Saldo | Ptn. |
| ------ | ------------------- | ---- | - | - | - | ----- | ---- |
| 1      | Reforma             | 8    | 7 | 1 | 0 | 22:3  | 15   |
| 2      | San Pedro Golf Club | 8    | 4 | 2 | 2 | 7:3   | 10   |
| 3      | Pachuca CF          | 8    | 3 | 4 | 1 | 6:4   | 10   |
| 4      | British Club        | 5    | 2 | 0 | 3 | 7:13  | 4    |
| 5      | Puebla AC           | 8    | 0 | 1 | 7 | 1:20  | 1    |

|  | Kampioen |

### Kampioen
| Liga Mexicana de 1905/06    |
| Mexica                      |
| --------------------------- |
| REFORMA Kampioen (1° titel) |

## Topschutters
| Speler            | Speler           | Goals | Club       |
| ----------------- | ---------------- | ----- | ---------- |
| Vlag van Engeland | Claude M. Butlin | 6     | Reforma AC |